# Espinosa de los Monteros
|  | Per a altres significats, vegeu «Iván Espinosa de los Monteros». |

Espinosa de los Monteros és un municipi de la província de Burgos, a la comunitat autònoma de Castella i Lleó. Inclou les entitats locals menors de Bárcenas, Las Machorras, Para, Quintana de los Prados i Santa Olalla; així com Cuatro Ríos Pasiegos i les localitats de:
- Barcenilla
- El Bernacho
- El Bordillo
- Callijuelas
- La Empresa
- Fuenterrabiosa
- El Horno
- Las Hoyas
- La Lamosa
- Lunada, estació d'esquí
- La Lusa
- Las Nieves
- Río Seco
- Río Trueba
- Pardo
- La Rasa
- La Reguera
- Salcedillo
- La Unguera
- Las Vegas

## Demografia
| 1987  | 1991  | 1995  | 1999  | 2003  | 2007  |
| ----- | ----- | ----- | ----- | ----- | ----- |
| 2.495 | 2.464 | 2.460 | 2.236 | 2.042 | 2.027 |